# 國立木偶戲劇院
國立木偶戲劇院是位於捷克首都布拉格舊城的一座表演設施，專門演出捷克特色的木偶戲。國立木偶戲劇院於1991年6月開始進行演出。

## 外部連結
- Website of the National Marionette Theater （英文）